# Malik Ben Achour
Malik Ben Achour (Verviers, 31 januari 1979) is een Belgisch politicus voor de PS.

## Levensloop
Ben Achour, zoon van een Tunesische vader en Belgische moeder, studeerde in 2001 af in de filosofie aan de Universiteit Luik en behaalde een diploma in de internationale relaties en Europese integratie aan de Université Paris-Sorbonne.
Hij werd parlementair medewerker bij de PS-fractie in het Waals Parlement en was vervolgens attaché van Julien Mestrez, gedeputeerde van de provincie Luik. Daarna was hij van 2012 tot 2019 parlementair medewerker van Frédéric Daerden, Europees Parlementslid en daarna lid van de Kamer van volksvertegenwoordigers. In 2012 werd hij eveneens aangeworven bij een studiebureau gespecialiseerd in geomarketing. Ook werd hij in 2014 zelfstandig consultant.
Voor de PS zetelt Ben Achour sinds 2006 in de gemeenteraad van Verviers. Van september 2010 tot december 2012 was hij er schepen van economische ontwikkeling, integratie,  mobiliteit en stadsvernieuwing. Vanaf oktober 2015 was Ben Achour er opnieuw schepen, tot december 2018 bevoegd voor economische ontwikkeling, integratie, mobiliteit en evenementen en daarna tot september 2019 voor openbare werken en sport. Hij nam vervolgens ontslag vanwege zijn aanstelling tot parlementslid.
Bij de federale verkiezingen van mei 2019 stond Malik Ben Achour als eerste opvolger op de PS-lijst in de kieskring Luik. Omdat verkozene Laura Crapanzano besloot om niet te zetelen, kwam hij in juni 2019 in de Kamer van volksvertegenwoordigers terecht, waar hij zetelde tot in juni 2024. Hij werd er lid van de commissies Buitenlandse Betrekkingen, Klimaat en Energie en Begroting en Financiën. Ook ging hij deel uitmaken van de Parlementaire Assemblee van de Organisatie voor Veiligheid en Samenwerking in Europa en van de Interparlementaire Unie.
Bij de federale verkiezingen van juni 2024 was Ben Achour opnieuw eerste opvolger op de Kamerlijst. Na de verkiezingen werd hij door zijn partij aangeduid om als gecoöpteerd senator in de Senaat te zetelen.